# Tora! Tora! Tora! (film)
Tora! Tora! Tora! (Tora, Tora, Tora) – amerykańsko-japoński film wojenny z 1970 roku w reżyserii Richarda Fleischera, Ryzuo Kikushimy i Kinji Fukusaku. Opowieść o japońskim ataku na Pearl Harbor, zrealizowana na podstawie książek Gordona Prange'a Tora! Tora! Tora! i Ladislasa Farago The Broken Seal.
Tytuł to hasło tłumaczone jako „Tygrys! Tygrys! Tygrys!” i użyte przez Japończyków dla potwierdzenia, że osiągnięto całkowite zaskoczenie nieprzyjaciela.

## Treść
Koniec roku 1941. Japończycy nie mogą porozumieć się ze Stanami Zjednoczonymi w kilku istotnych kwestiach politycznych. Zamierzają rozwiązać je przez waszyngtońską ambasadę. Jednak na wypadek fiaska rozmów przygotowują atak na najważniejszą pacyficzną amerykańską bazę w Pearl Harbor na Hawajach. Wywiad amerykański sygnalizuje niebezpieczeństwo, ale niewielu jest przekonanych, że może dojść do napaści.
Film ukazuje zdarzenia poprzedzające bitwę o Pearl Harbor i jest kroniką głównego wydarzenia przedstawionego z punktu widzenia obu stron walczących.

## Obsada
- Martin Balsam – admirał Husband Edward Kimmel, dowódca Floty Pacyfiku
- Sô Yamamura – admirał Isoroku Yamamoto, dowódca Zjednoczonej Floty
- Joseph Cotten – Henry Stimson, sekretarz wojny
- Tatsuya Mihashi – komandor Minoru Genda, dowódca lotnictwa
- E.G. Marshall – pułkownik Rufus S. Bratton, szef wywiadu wojskowego na Dalekim Wschodzie
- James Whitmore – William Halsey, wiceadmirał floty
- Takahiro Tamura – komandor porucznik Mitsuo Fuchida, dowódca eskadr na lotniskowcu „Akagi”
- Eijirô Tôno – wiceadmirał Chūichi Nagumo, dowódca floty lotniskowców
- Jason Robards – generał Walter Short, dowódca armii na Hawajach
- Wesley Addy – komandor podporucznik Alwin D. Kramer, wywiad Marynarki Wojennej
- Shogo Shimada – Kichisaburo Nomura, ambasador Japonii
- Koreya Senda – książę Fumimaro Konoe, premier Japonii
- Leon Ames – Frank Knox, sekretarz Departamentu Marynarki
- Junya Usami – admirał Zengo Yoshida

## Nagrody i nominacje
Oscary za rok 1970
- Najlepsze efekty specjalne – A.D. Flowers, L.B. Abbott
- Najlepsze zdjęcia – Charles F. Wheeler, Osamu Furuya, Shinsaku Himeda, Masamichi Satoh (nominacja)
- Najlepsza scenografia i dekoracje wnętrz – Jack Martin Smith, Yoshirō Muraki, Richard Day, Taizô Kawashima, Walter M. Scott, Norman Rockett, Carl Biddiscombe (nominacja)
- Najlepszy dźwięk – Murray Spivack, Herman Lewis (nominacja)
- Najlepszy montaż – James E. Newcom, Pembroke J. Herring, Shinya Inoue (nominacja)